# احمد العش
احمد العش (عربی: أحمد العش؛ زادهٔ ۱۹۹۱) یک ورزشکار اهل مصر است.
از باشگاه‌هایی که در آن بازی کرده‌است می‌توان به باشگاه ورزشی کاظمه کویت، باشگاه ورزشی الاهلی مصر، و باشگاه ورزشی اسماعیلی اشاره کرد.
وی همچنین در تیم ملی فوتبال Egypt U-20 بازی کرده است.